# Albert Jouvin de Rochefort

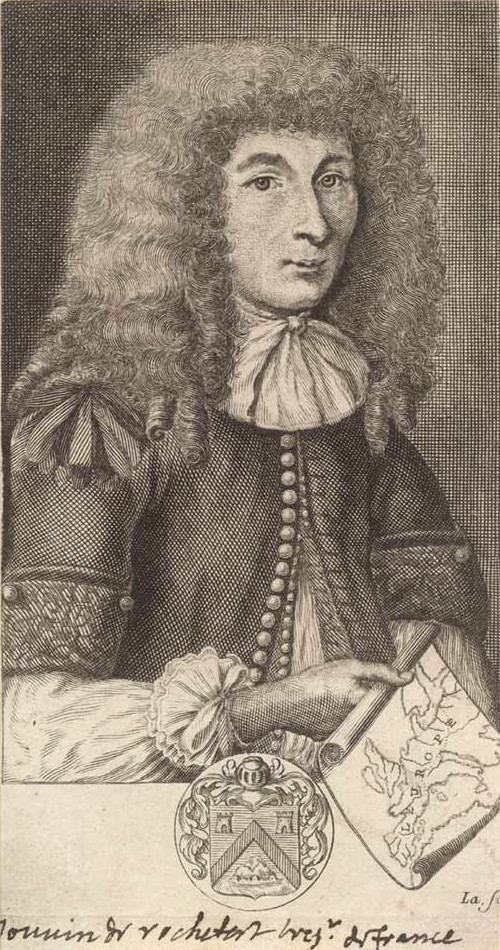
Albert Jouvin de Rochefort

Albert Jouvin de Rochefort  (c. 1640 – c. 1710) fue un cartógrafo y viajero francés. Rochefort se trata de un viajero popular por haber escrito una obra titulada Le voyageur d'Europe (1672). Fue oficial del rey Luis XIV de Francia y compaginó el cargo de tesorero (oficio del Antiguo Régimen) en la ciudad de Limoges de 1675 a 1702 con la profesión de cartógrafo. Compuso un mapa detallado de París.